# Romsdal
Romsdal – nazwa tradycyjnego regionu historycznego w norweskim regionie Møre og Romsdal. Leży pomiędzy Nordmøre a Sunnmøre. Region historyczny tworzą gminy: Aukra, Fræna, Gjemnes, Midsund, Molde, Nesset, Rauma, Sandøy i Vestnes.
Głównym miastem Romsdal i jednocześnie jego stolicą jest Molde.
Åndalsnes to miasto leżące u ujścia rzeki Rauma w gminie Rauma, jest ono końcowym przystankiem linii kolejowej Raumabanen biegnącej z Dombås.

## Nazwa
Staronordyjska forma nazwy regionu to  Raumsdalr. Pierwsza część pochodzi od imienia Raumr, prawdopodobnie źródłosłowu nazwy Romsdalsfjord. Ona z kolei pochodzi od nazwy rzeki Rauma.

## Geografia
Dolina Romsdalen, którą Rauma uchodzi do Romsdalfjord, otoczona jest pasmem górskim Romsdalsalpene. Wznoszący się na wysokość 1550 metrów Romsdalhorn jest porównywany z Matterhornem. Natomiast szczyty Trolltindane według legendy to weselny orszak trolli zamieniony w kamień. Północna ściana Trollryggen (1740 m), Trollveggen (Ściana Trolli), to najwyższy pionowy klif w Europie. Jedną z największych atrakcji turystycznych Norwegii jest Droga Trolli (Trollstigen), prowadząca z południowego krańca Åndalsnes do Geirangerfjord.
Rzeka Rauma zasila Lesjaskogsvatnet, sztuczne jezioro leżące w gminie Lesja. Tama jest dziełem zakładów Lesjaverk, zbudowano ją w latach 60. XVII wieku.